# فعالیت فراطبیعی: نشانه‌گذاری شده‌ها
فعالیت فرا طبیعی: نشانه گذاری شده‌ها (به انگلیسی: Paranormal Activity: The Marked Ones) عنوان پنجمین قسمت از سری فیلم‌های ترسناکِ «فعالیت فراطبیعی» است که در سال ۲۰۱۴ میلادی اکران عمومی شد.
این فیلم دنباله‌ای بر فعالیت فراطبیعی، فعالیت فراطبیعی ۲، فعالیت فراطبیعی ۳ و فعالیت فراطبیعی ۴ می‌باشد.

## خلاصه داستان
جسی (اندرو جیکوبز) که به تازگی از دبیرستان خود در شهر آکسنارد، کالیفرنیا فارغ‌التحصیل شده، به همراه دوست صمیمی اش هکتور (جورج دیاز) قصد دارند تابستان خود را به علافی و دنبال دخترها افتادن بگذرانند. اما مرگ ناگهانی همسایهٔ طبقه پائین جسی، زنی میانسال و منزوی به نام آنا (گلوریا سندووال) نقشه‌هایشان را بر آب می‌کند…

## دنباله
فعالیت فرا طبیعی: ابعاد شبح که در ۱۳ مارس ۲۰۱۵ به صورت سه بعدی اکران شد.